# Carl Scheel-Plessen
Carl Theodor August Scheel-Plessen, född 18 mars 1811 i Neustadt in Holstein, var en dansk baron, preussisk greve och slesvig-holsteinsk politiker. Han var bror till Wulff Scheel-Plessen och Otto von Plessen.
Scheel-Plessen blev 1846 deputerad i danska Räntekammaren och upptogs som "lojal slesvigholsteinare" 22 mars 1848 i ministären, men utträdde 2 dagar senare på grund av dess nationella program, emedan han önskade så mycket som möjligt tillmötesgå de slesvig-holsteinska kraven. Däremot var han under vapenstilleståndet 1849–1850 förvaltningskommissionens departementschef i Slesvig och förestod 1852 i några månader administrationen i Holstein för danska regeringen samt blev sedan överpresident i Altona. 1854–1863 var han ordförande i holsteinska ständerförsamlingen och samtidigt dess politiske chef i kampen mot danska regeringen (han miste därför 1856 sitt ämbete). År 1856 var han i riksrådet ledaren och huvudtalaren för de elva slesvig-holsteinare, som protesterade mot den gemensamma författningen; 1857 utträdde han själv ur riksrådet. Han slöt sig 1864 genast till det preussiska partiet i Holstein och tillrådde redan i december hertigdömenas anknytning till Preussen. Därför blev han också 1867 preussisk överpresident i Schleswig-Holstein och genomförde kraftigt och skickligt samt i stor hast provinsernas införlivande med Preussen. Utan skonsamhet bekämpade han nämligen sina forna partikamrater, som ännu höll fast vid augustenborgaren, och förföljde ivrigt dansk nationalitet i Nord-Slesvig. Vid sin avgång 1879 fick han säte och stämma för livstiden i preussiska herrehuset och upphöjdes 1888 till greve. 

## Utmärkelser
- Riddare av Dannebrogorden,  1841[5]
- Kommendör av Dannebrogorden,  1853[5]
- Storkorset av Röda örns orden

[Redigera Wikidata]